# Гута-Пшерембська
Гута-Пшерембська (пол. Huta Przerębska) — село в Польщі, у гміні Масловиці Радомщанського повіту Лодзинського воєводства.
Населення — 83 особи (2011).
У 1975-1998 роках село належало до Пйотрковського воєводства.

## Демографія
Демографічна структура станом на 31 березня 2011 року:
|          | Загалом | Допрацездатний вік | Працездатний вік | Постпрацездатний вік |
| -------- | ------- | ------------------ | ---------------- | -------------------- |
| Чоловіки | 44      | 13                 | 27               | 4                    |
| Жінки    | 39      | 6                  | 16               | 17                   |
| Разом    | 83      | 19                 | 43               | 21                   |